# Rechtswissenschaftliche Fakultät der Universität Graz
Die Rechtswissenschaftliche Fakultät der Universität Graz (kurz REWI Uni Graz) wurde im Jahr 1778 als dritte Fakultät der Universität Graz eingerichtet. Ihr  Studienangebot umfasst u. a. das Diplomstudium der Rechtswissenschaften (Mag.iur.), das Bachelorstudium Wirtschaftsrecht für technische Berufe (LL.B.oec.), das Masterstudium Recht, Wirtschaft und Gesellschafty (LL.M.), das Doktoratsstudium der Rechtswissenschaften (Dr. iur.) oder das Doktoratsstudium PhD Law and Politics (PhD).
Die  Forschung an der Fakultät deckt in der Tradition einer juridischen Vollfakultät umfangreich juristische Fragestellungen auf nationaler wie internationaler Ebene ab. Zu den Spezialforschungsfeldern zählen „Menschenrechte, Demokratie, Diversität und Gender“, „Recht und Wirtschaft“, „Südosteuropa“ und „Umwelt- und Energierecht“. Die Rechtswissenschaftliche Fakultät partizipiert an den Profilbildenden Bereichen „Smart Regulation“, „Climate Change Graz“ sowie „Dimensionen der Europäisierung“ der Universität Graz.

## Gliederung
Die Rechtswissenschaftliche Fakultät ist in die folgenden zehn Institute untergliedert:
- Institut für Arbeitsrecht und Sozialrecht
- Institut für Europarecht
- Institut für Finanzrecht
- Institut für Öffentliches Recht und Politikwissenschaft
- Institut für Rechtswissenschaftliche Grundlagen
- Institut für Strafrecht, Strafprozessrecht und Kriminologie
- Institut für Unternehmensrecht und Internationales Wirtschaftsrecht
- Institut für Völkerrecht und Internationale Beziehungen
- Institut für Zivilrecht, Ausländisches und Internationales Privatrecht
- Institut für Zivilverfahrensrecht und Insolvenzrecht

Daneben ist die Rechtswissenschaftliche Fakultät an folgenden Zentren beteiligt:
- Europäisches Trainings- und Forschungszentrum für Menschenrechte und Demokratie der Universität Graz (UNI-ETC)
- Forschungszentrum für Berufsrecht (ZBR)
- Forschungszentrum Graz Jurisprudence (GJ)
- Forschungszentrum zum Klimaschutzrecht (ClimLaw: Graz)
- Hans Gross Zentrum für interdisziplinäre Kriminalwissenschaften (ZiK)
- Zentrum für Europäisches Privatrecht (ZEP)
- Zentrum für osteuropäisches Recht (ZOR)
- Zentrum für österreichisches und europäisches Hochschulrecht sowie Hochschulgovernance (ZHR)
- Zentrum für Südosteuropastudien (ZSOES)

## Geschichte
Der 1. Jänner 1585 gilt als das Gründungsdatum der Universität Graz. Erzherzog Karl II. von Innerösterreich hatte sie als Jesuitenuniversität errichtet und der Societas Jesu überantwortet. Damals existierten zwei Fakultäten, eine theologische und eine philosophische (die „Fakultät der freien Künste“). Versuche, eine rechtswissenschaftliche Fakultät zu errichten, scheiterten an den Jesuiten. Diesen war es bis zur Aufhebung ihres Ordens (1773) erfolgreich gelungen, den Ausbau der Universität durch Errichtung einer juridischen und einer medizinischen Fakultät zu verhindern. Sie äußerten nicht nur finanzielle Bedenken, sondern hatten vielmehr Sorge, die neuen Fakultäten könnten ihnen ihre Vorrangstellung strittig machen.
Im Herzogtum Steiermark lässt sich der Rechtsunterricht bis ins Jahr 1566 zurückverfolgen und wurde bis 1598 an der protestantischen landschaftlichen Schule erteilt. Bereits zu Beginn des 17. Jahrhunderts erhoben sich Diskussionen um die Erweiterung der Universität um eine juridische und medizinische Fakultät. Auf Anregung des Bischofs von Lavant, Georg Stobaeus, wurden entsprechende Verhandlungen aufgenommen, die allerdings erfolglos blieben. Als 1648 abermals eine Forderung nach Schaffung einer juridischen Fakultät scheiterte, übernahmen die steirischen Stände bis 1778 den Rechtsunterricht und bezahlten einen Professor iuris. Dabei handelte es sich um Balthasar Winckler, der allein für den Rechtsunterricht, der sich über zwei Studienjahre erstreckte, verantwortlich war. Da er an der Universität keinen Hörsaal besaß, fand der Unterricht in seiner Privatwohnung statt. Seit 1761 tauchten immer wieder Forderungen auf, in denen auf die Notwendigkeit der Errichtung eines „förmlichen juridischen Studiums“ hingewiesen wurde.
Mit der Aufhebung des Jesuitenordens am 19. August 1773 endete die erste Epoche der Universität Graz. Ab nun übernahm der Staat die Universität und führte diese in ihre zweite, ereignisreiche Epoche, die bis 1848 dauerte. Innerhalb dieser Epoche kam es am 30. Mai 1778 zur Errichtung der Juridischen Fakultät durch ein Hofdekret (Gubernal-Intimat vom 23. Juni) betreffend die gesammte Organisation der Universität. Vereinigung der Rechts-Studien zu einem öffentlichen juridischen Studium mit zwei Professoren (Winkler und Tiller) in zwei Jahres-Cursen. Vier Jahre später, 1782, erfolgte die Umwandlung der Universität Graz zu einem Lyceum – somit wurde die Universität zu einer einfachen Lehranstalt degradiert, der lediglich die Vermittlung einer „Grundausbildung“ zugestanden wurde. Bereits vor 1782 war dieses Verständnis der universitären Ausbildung an der Grazer Universität verankert, weshalb an der Juridischen Fakultät mit dem ersten Studienjahr 1778/79 lediglich zwei Professoren die Lehre aufnahmen: Balthasar Winckler, er war der letzte landschaftliche Professor, lehrte Digesten, Strafrecht und praktische Einleitung in die „hierortigen Landesgesetze“. Der Exjesuit Franz Alois Tiller lehrte Naturrecht, Historia iuris civilis, Institutionen sowie Völker- und Lehenrecht. Insgesamt umfasste das Rechtsstudium nur zwei Jahrgänge. Die Studienreform von 1810 des in Graz geborenen Juristen Franz von Zeiller bedeutete für die Juridische Fakultät einen gewaltigen Fortschritt. Sie brachte eine Ausweitung des juristischen Lehrplans auf vier Jahrgänge. Im Vorlesungsverzeichnis fand man folgende Fächer: „im ersten Jahr die encyklopädische Einleitung in das juridische und politische Studium, philosophisches (Natur-) Recht, Criminalrecht, Statistik und Religionslehre. Das zweite Jahr umfasste römisches Recht, Kirchenrecht und die bis 1814 auch für die Rechtshörer obligatorische Landwirtschafts-Lehre.“ Im dritten Jahr wurde österreichisches Privatrecht, Lehen-, Handels- und Wechselrecht gelehrt; die „politischen Wissenschaften“, Gesetzeskunde, Gerichtsverfahren und Geschäftsstil machten den Inhalt des vierten Studienjahres aus.

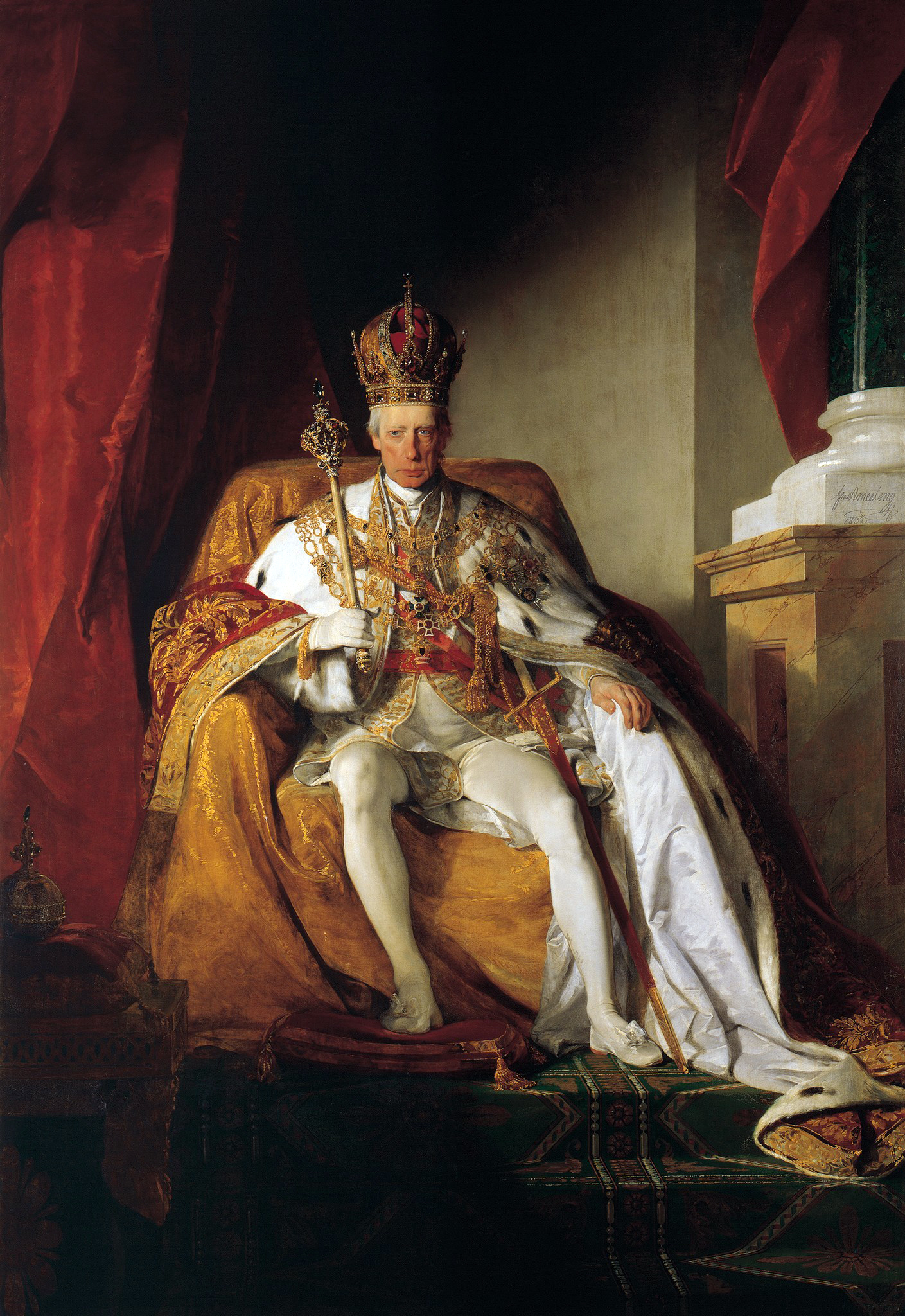
Unter Kaiser Franz I wurden Universität und Fakultät wiedererrichtet

Am 26. Jänner 1827 bewilligte Kaiser Franz I. die Wiedererrichtung der Universität Graz mit dem Namen „Universitas Carola-Franciscea“. Die Juridische Fakultät, an der jetzt fünf Professoren lehrten, erhielt nun das Promotionsrecht.
Die mit dem Revolutionsjahr 1848 allgemein verbundene Zäsur in der Geschichte Österreichs galt auch für die Universität Graz im Allgemeinen und die Juridische Fakultät im Besonderen – 1848 wurden die Weichen auf dem Weg der Universität und ihrer Fakultäten zur heutigen Universität gestellt. Im Vergleich zu Wien ging die Revolution an der Grazer Universität relativ ruhig vonstatten, die slowenischen Studenten der Juridischen Fakultät forderten z. B. Vorlesungen in slowenischer Sprache, was ihnen bis 1854 auch gewährt wurde.
Die wesentlichen Neuerungen der Juridischen Fakultät erfolgten aber nicht unmittelbar nach der Revolution, 1859 kamen sogar Gerüchte auf, die Universität aufheben bzw. in eine Rechtsakademie umwandeln zu wollen, sondern erst in der zweiten Hälfte des 19. Jahrhunderts. Das Organisationsgesetz von 1848 (das zunächst provisorischen Charakter hatte und die Schaffung von Fakultäten vorsah) wurde 1873 in ein definitives umgewandelt, die Fakultäten entwickelten sich zu konstituierenden Elementen der Universität. Das Organisationsgesetz von 1873 wurde 1922 erneuert, 1955 geringfügig verändert und behielt seine Gültigkeit bis 1975. Im letztgenannten Jahr erfolgte auch die Teilung der Rechts- und Staatswissenschaftlichen Fakultät in eine eigenständige Rechtswissenschaftliche Fakultät und in eine eigenständige Sozial- und Wirtschaftswissenschaftliche Fakultät durch das UOG 1975. Noch vor dieser Teilung existierten an der Fakultät 30 Institute mit 35 Ordinarien. Dem UOG 1975 folgte das UOG 1993, das als Vorstufe für die weitere Entwicklungsstufe der vollen Autonomie von Universitäten angesehen wurde. Relativ rasch, im Jahr 2002, wurde das UOG durch das UG 2002 ersetzt, die Selbständigkeit der Universitäten war erreicht. Damals bestand die Juridische Fakultät aus zwölf Instituten.

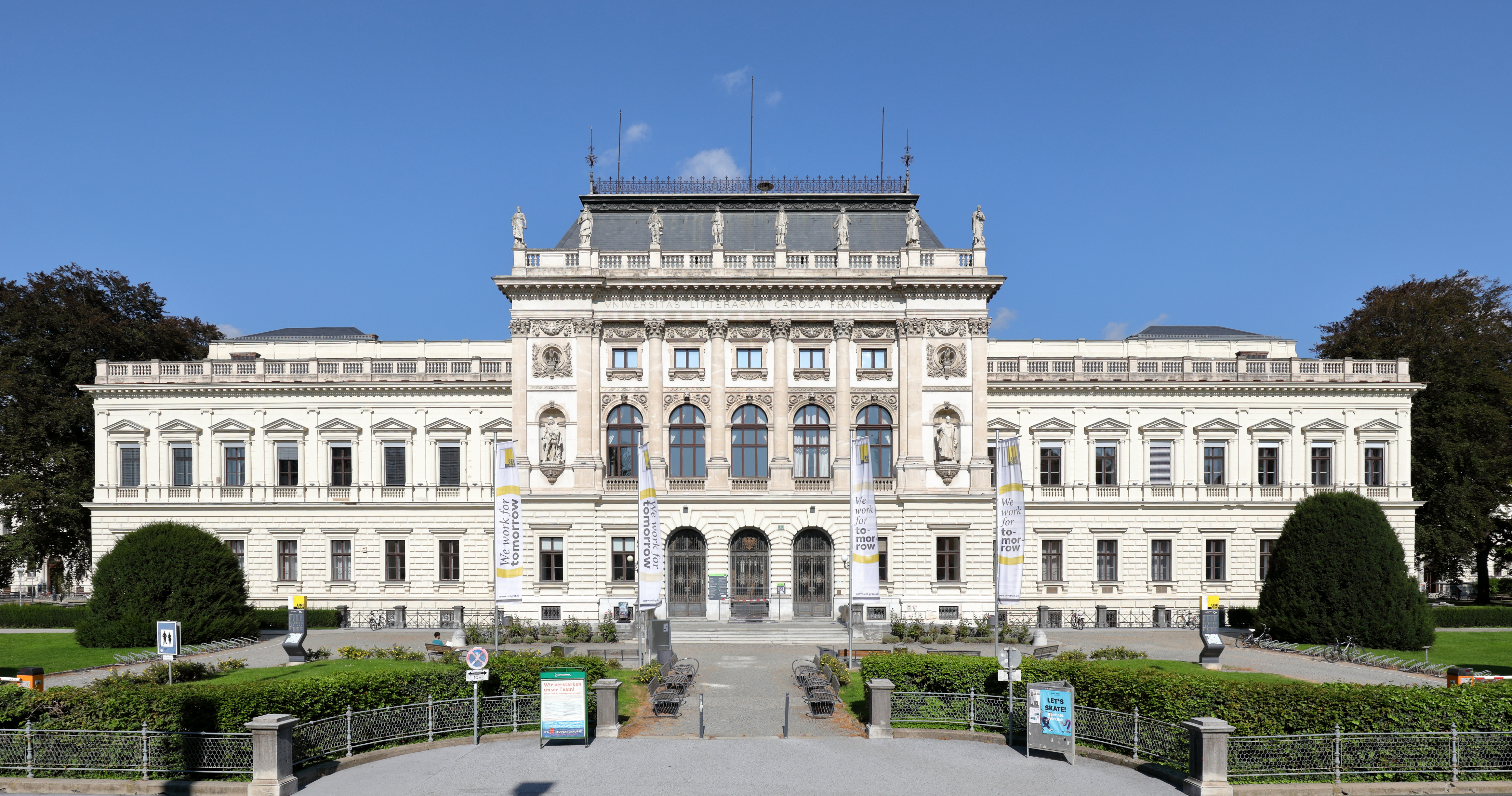
Hauptgebäude der Universität Graz

Die bedeutsamste Änderung der Studienordnung in der Geschichte der Juridischen Fakultät stellte die juristische Studien- und Staatsprüfungsordnung von Unterrichtsminister Leo von Thun-Hohenstein vom 2. Oktober 1855 dar. Diese bewirkte die Institutionalisierung aller drei Wissenschaftsbereiche – Rechts-, Sozial- und Wirtschaftswissenschaften – an der Juridischen Fakultät. Durch diese Reform wurde die vorherrschende Dominanz des Naturrechts gebrochen, der Schwerpunkt der Ausbildung auf die rechtshistorischen Fächer gelegt. Demnach mussten im ersten Studienabschnitt des vierjährigen Studiums unter anderem Staatsprüfungen aus Deutscher Reichs- und Rechtsgeschichte in Verbindung mit Österreichischer Geschichte abgelegt werden. Erst im zweiten Abschnitt erfolgte das Studium des österreichischen bürgerlichen Rechts; Straf- und Strafprozessrecht wurde im dritten und im vierten Abschnitt Österreichisches Zivilprozessrecht, Österreichisches Handels- und Wechselrecht, Österreichische Statistik und Politische Wissenschaften gelehrt. Durch diese Reform wurden die Weichen für die weitere Entwicklung der Rechts-, Sozial- und Wirtschaftswissenschaften in den folgenden eineinhalb Jahrhunderten gestellt. Die modifizierte juristische Rigorosenordnung vom 15. April 1872 blieb in novellierter Version bis zum 30. September 1995 in Kraft. Eine Änderung erfolgte erst 1935 dahingehend, dass das Studium nun in drei Abschnitte zu jeweils drei Semestern eingeteilt wurde. Diese drei Abschnitte entsprachen den neben den Rigorosen abzulegenden drei Staatsprüfungen.

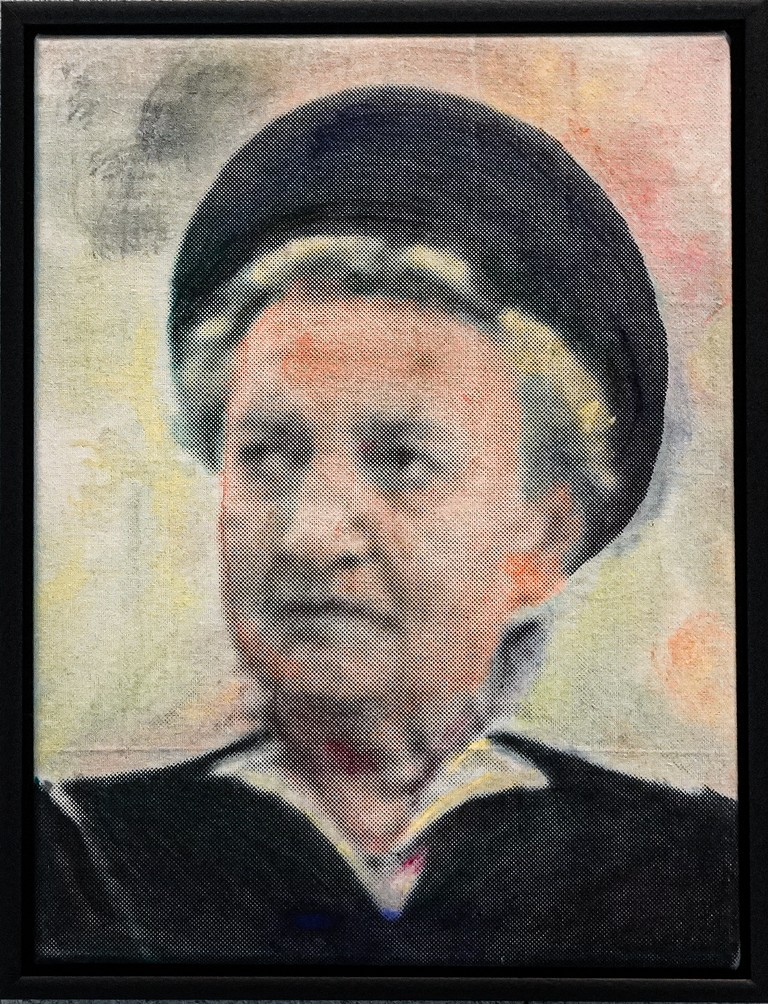
Porträt von Leopoldine Schmidt, der ersten weiblichen Absolventin dieser Fakultät (Künstlerisch gestaltet von Ophelia Reuter)

1919 wurde das Studium der Staatswissenschaften mit einem eigenen Doktoratsabschluss eingeführt. Im April 1919 erhielten auch die Frauen das Recht, Rechts- und Staatswissenschaften studieren zu dürfen, Leopoldine Schmidt war die erste Frau, die zur Doktorin der Rechtswissenschaften am 14. Juli 1923 promovierte; Johanna Kodolitsch-Beer war die erste Doktorin der Staatswissenschaften, sie promovierte am 19. Dezember 1925. Nach 1945 wurde der rechtshistorische Abschnitt von drei auf zwei Semester gekürzt und gegen Ende des 20. Jahrhunderts die Rechtsgeschichte entsprechend zugunsten neuer Fächer wie etwa dem Europarecht stark reduziert.
Ebenfalls 1919 bestimmte der Unterrichtsminister und Bildungsreformer Otto Glöckel, dass die Professoren an den juridischen Fakultäten Österreichs nicht mehr für ein bestimmtes Fach, sondern nur für „Rechtswissenschaften“ ernannt werden sollten. Seine Reaktion erklärt sich aus der Tatsache, dass die Fächer nicht in dem Maße gegenüber anderen Teilgebieten abgegrenzt vertreten wurden, sondern dass Professoren über ihren ursprünglichen Fachbereich hinaus zusätzlich für andere Fächer entweder ernannt und/oder mittels Lehrauftrags beauftragt wurden. Dieser Eigenheit der Juridischen Fakultät hatte Glöckel nun einen Riegel vorgeschoben. Die ausschließliche Ernennung der Professoren für Rechtswissenschaften sollte bis weit nach 1945 erfolgen, was die Flexibilität in der Lehre erhöhte. Andererseits hatte dies zur Folge, dass lange wichtige Fächer über keine eigene Lehrkanzel verfügten, weil bereits für die Abdeckung der Lehre gesorgt war.
Am Vormittag des 12. März 1938 wurde innerhalb von Stunden die Leitung von Kliniken und Instituten gewechselt. Nach dem Rücktritt des Rektors Josef Dobretsberger übernahm der Prorektor Adolf Zauner die Geschäfte, bis am 30. März 1938 Hans Reichelt als neuer Rektor installiert wurde. In der Senatssitzung vom 17. März 1938 stellte Zauner den Antrag, der Führer möge die Schirmherrschaft über die Universität Graz übernehmen und „gestatten, daß sie den Titel Adolf-Hitler-Universität“ führe. Dieser Antrag wurde allerdings abgelehnt. Auch die Juridische Fakultät war von personellen Veränderungen nicht verschont geblieben, auch hier wurden unmittelbar nach dem Anschluss Österreichs an NS-Deutschland nahezu alle Inhaber akademischer Ämter ausgetauscht und durch Nationalsozialisten ersetzt. Unter jenen Personen befand sich z. B. der mehrmalige Dekan Adolf Lenz, ein anerkannter Professor für Straf- und Strafprozessordnung und Nachfolger von Hans Gross. Er wurde wegen seiner exponierten Anhängerschaft des Dollfuß-Schuschnigg-Regimes entlassen. Ihm folgte Ernst Seelig, der 1941 in die NSDAP aufgenommen wurde. Auch der ehemalige Rektor der Karl-Franzens-Universität und Sozialminister Josef Dobretsberger, Professor für Politische Ökonomie, wurde wegen seiner CV-Mitgliedschaft sofort entlassen, selbiges Schicksal ereilte auch Wilhelm Taucher. Taucher war nicht nur Professor für Nationalökonomie, sondern auch Handelsminister in der Zwischenkriegszeit; später Beauftragter des Marshallplans. Der Zivilrechtler Georg Hendel wurde entlassen, weil er Jude war, unter den Studenten, die im Wintersemester 1937/38 Hörer der Rechts- und Staatswissenschaften waren, befanden sich drei mosaischen Bekenntnisses. Im Sommersemester 1938 war nur mehr einer von ihnen an der Fakultät inskribiert. Hinsichtlich strukturell-institutioneller Veränderungen war die Juridische Fakultät im Vergleich zu den anderen Fakultäten am wenigsten betroffen: Man war um den Ausbau der Wirtschaftswissenschaften und Betriebswirtschaftslehre bemüht und hatte das Kriminologische Institut restauriert.
Bereits am 30. Mai 1945 erließ die Provisorische Steiermärkische Landesregierung die Anordnung, den Vorlesungsbetrieb „sowie den übrigen wissenschaftlichen und Unterrichts-Betrieb“ sofort aufzunehmen. Ende Juni 1945 waren an der Juridischen Fakultät drei Herren mit der Vertretung der Lehrkanzeln und Institute vom Dekan betraut worden. Als Rektor fungierte äußerst erfolgreich der Jurist Karl Rauch.
Unter den Professoren Dobretsberger und Anton Tautscher entstand eine große Zahl mangelhafter staatswissenschaftlicher Dissertationen. Das Institut erhielt den Ruf, ein seriell erwerbbares Doktordiplom zu verleihen, das scherzhaft als „Dr. graz“ bezeichnet wurde. Häufig nahmen Studenten aus der Bundesrepublik Deutschland die Möglichkeit wahr, etwa der Bauunternehmer Jürgen Schneider und der Fußballfunktionär und Unternehmer Klaus Gramlich. Von 1961 bis 1965 studierte der spätere Literaturnobelpreisträger Peter Handke Rechtswissenschaften an der Fakultät.

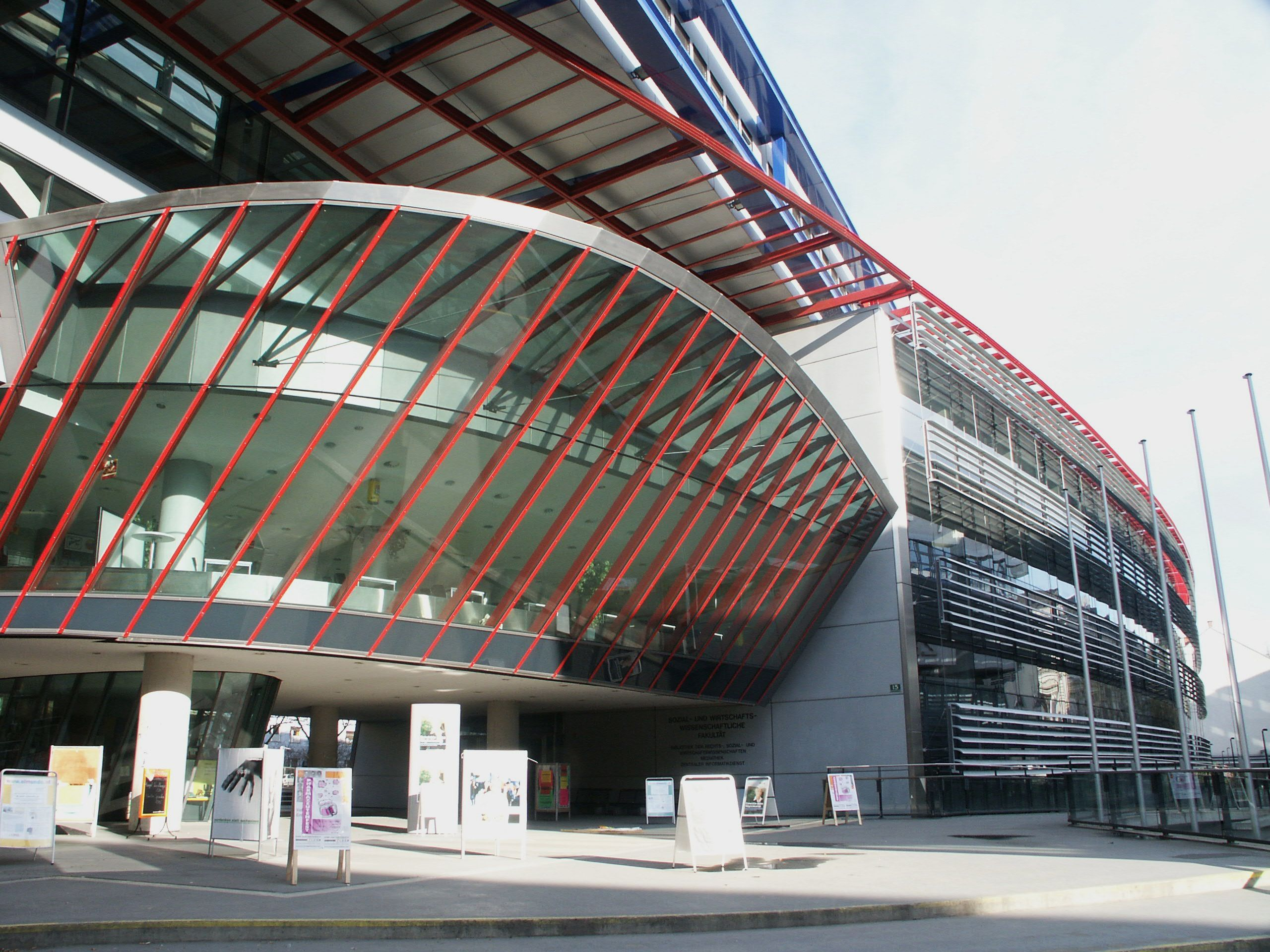
Das von Domenig & Eisenköck entworfene ReSoWi-Gebäude

## RESOWI
Seit ihrer Gründung war die Juridische Fakultät in den Räumen der alten Universität (heute als Repräsentationsräume des Landes Steiermark genutzt) an der Ecke Bürgergasse/Hofgasse untergebracht. Danach war sie bis 1996 in dem am 4. Juni 1895 feierlich eröffneten Hauptgebäude der Universität Graz beheimatet, wobei viele Institute auf dem Campus und die Grazer Innenstadt verteilt waren. Anfang der 1970er Jahre begannen die ersten Diskussionen bezüglich eines Neubaus der Rechts- und Staatswissenschaftlichen Fakultät, am 7. März 1994 erfolgte der offizielle Spatenstich und am 1. Juni 1996 zogen die ersten Institute in das ReSoWi-Zentrum ein. Das 1,2 Milliarden Schilling teure ReSoWi-Zentrum wurde in 30 Monaten gebaut, es ist fast 300 Meter lang und rund 50 Meter breit. Das Gebäude ist das größte universitäre Bauprojekt der Steiermark seit der Errichtung des Hauptgebäudes. Die Übersiedlung in die neuen Räumlichkeiten war die umfangreichste des Landes am Ende des 20. Jahrhunderts.

## Bekannte Forscher
- Ludwig Adamovich sen. (1890–1955), Rechtswissenschaftler, Richter und Politiker
- Hermann Baltl (1918–2004), Jurist, Rechtsgeschichte
- Franz Bydlinski (1931–2011), Rechtswissenschaftler
- Hans Groß (1847–1915), Kriminologe
- Gustav Eduard Kafka (1907–1974), Rechts- und Politikwissenschafter
- Heinz Krejci (1941–2017), Privat- und Wirtschaftsrecht
- Arnold Luschin (1841–1932), Rechtsgeschichte
- Friedrich Bernhard Christian Maassen (1823–1900), Kirchenrechtler
- Theo Mayer-Maly (1931–2007), Rechtswissenschaftler
- Adalbert Theodor Michel (1821–1877), Rechtswissenschaftler und Politiker
- Johann Mokre (1901–1981), Rechtsphilosoph
- Ivo Pfaff (1864–1925), Rechtswissenschaftler
- Max Rintelen (1880–1965), Rechtshistoriker
- Rudolf von Scherer (1845–1918), Kirchenrechtler
- Josef Freiherr Schey von Koromla (1853–1938), Römisches Recht, Privatrecht
- Josef Schumpeter (1883–1950), Nationalökonom und Politiker
- Theodor Reinhold Schütze (1827–1897), Rechtswissenschaftler
- Ernst Seelig (1895–1955), Kriminologe
- Artur Steinwenter (1888–1959), Rechtswissenschaftler
- Franz Ritter von Liszt (1851–1919), Strafrecht
- Robert Walter (1931–2010), Verfassungsrecht
- Ota Weinberger (1919–2009), Rechtsphilosoph
- Anton Werkgartner (1890–1970), Gerichtsmediziner
- Walter Wilburg (1905–1991), Zivilrechtler

## Bekannte Absolventen
- Boris Bukowski
- Georg Doppelhofer
- Christopher Drexler
- Kristina Edlinger-Ploder
- Eva Glawischnig
- Irmgard Griss
- Franz Harnoncourt-Unverzagt
- Wilhelm Hengstler
- Valentin Inzko
- Claudia Kahr
- Dieter Kalt sen.
- Egon Kapellari
- Beatrix Karl
- Gerald Klug
- Margit Kraker
- Jörg Leichtfried
- Reinhold Lopatka
- Helmut Marko
- Peter Schachner-Blazizek
- Gabriele Schaunig
- Jürgen Schneider (Bauunternehmer)
- Gerald Schöpfer
- Alois Stadlober
- Bettina Vollath
- Günther Ziesel